# Rozlewisko Wopławka
Rozlewisko Wopławka – użytek ekologiczny położony na terenie miasta i gminy Kętrzyn.
Rozlewisko Wopławka otrzymało status użytku ekologicznego w 2009, na który składają się: oczka wodne, trzcinowiska i podmokłe łąki. Użytek rozciąga się od Kętrzyna w kierunku wsi Wopławki. Utworzenie użytku ekologicznego wiązało się z potrzebą ochrony miejsc gniazdowania i żerowania ptaków, głównie wodnych i błotnych.
Na obszarze tym obserwowano ponad 150 gatunków ptaków, z których 74 to gatunki lęgowe, a pozostałe przelotne i zalatujące. Na rozlewisku najliczniej występuje mewa śmieszka, jej populacja dochodziła do 2500 par. Gnieżdżą się rybitwy czarna i białowąsa. Miejsca lęgowe znalazł sobie perkoz rdzawoszyi, perkoz zausznik i perkozek oraz łyski. Z gnieżdżących się kaczek można spotkać tu kaczkę krzyżówkę, cyrankę, krakwę, płaskonosą, głowienkę, czernicę i gągoła. Na terenie tym gnieździ się kilka par łabędzi. W łozach na terenie rozlewiska gnieżdżą się remiz, potrzos, słowik i dziwonia. W trzcinowiskach mają swoje miejsca lęgowe: bąk, zausznik, wodnik, brzęczka, trzciniak, trzcinniczek i łozówka. Na podmokłych łąkach gnieżdżą się: kropiatka, świerszczak, derkacz, czajka, bekas kszyk, brodziec krwawodzioby i okresowo batalion. Z ptaków drapieżnych okresowo gniazdowała tu sowa błotna i znalazło sobie miejsce gniazdowania kilka par błotniaka stawowego.
Użytek ekologiczny znajduje się na terenie wyschniętego jeziora o nazwie Jezioro Ślepe. Poziom wody na terenie rozlewiska podniesiony został po wybudowaniu tamy w 1993. Tamę wybudowano, aby zwolnić odpływ wód wiosennych do Jeziora Kętrzyńskiego w Kętrzynie.